# Championnat du monde de motocross 2019
Navigation
Édition précédente Édition suivante
Le championnat du monde de motocross 2019 compte 18 Grand Prix dans les catégories MXGP et MX2 (compétitions masculines) et WMX (compétition féminine), organisé par la Fédération Internationale de Motocyclisme (FIM).

## Grands Prix de la saison 2019

### MXGP et MX2
Calendrier et classement du championnat du monde masculin par épreuves et par catégories.
| Manche | Date              | Grand Prix                             | Lieu                | Classe | Course 1          | Course 2          | Vainqueur du Grand Prix |
| ------ | ----------------- | -------------------------------------- | ------------------- | ------ | ----------------- | ----------------- | ----------------------- |
| 1      | 3 mars 2019       | Grand prix d'Argentine                 | Neuquen             | MXGP   | Antonio Cairoli   | Antonio Cairoli   | Antonio Cairoli         |
| 1      | 3 mars 2019       | Grand prix d'Argentine                 | Neuquen             | MX2    | Jorge Prado       | Jorge Prado       | Jorge Prado             |
| 2      | 24 mars 2019      | Grand prix de Grande-Bretagne          | Matterley Basin     | MXGP   | Antonio Cairoli   | Tim Gajser        | Antonio Cairoli         |
| 2      | 24 mars 2019      | Grand prix de Grande-Bretagne          | Matterley Basin     | MX2    | Thomas Kjer Olsen | Thomas Kjer Olsen | Thomas Kjer Olsen       |
| 3      | 31 mars 2019      | Grand prix des Pays-Bas                | Valkenswaard        | MXGP   | Antonio Cairoli   | Antonio Cairoli   | Antonio Cairoli         |
| 3      | 31 mars 2019      | Grand prix des Pays-Bas                | Valkenswaard        | MX2    | Jorge Prado       | Jorge Prado       | Jorge Prado             |
| 4      | 7 avril 2019      | Grand prix du Trentin                  | Pietramurata        | MXGP   | Tim Gajser        | Tim Gajser        | Tim Gajser              |
| 4      | 7 avril 2019      | Grand prix du Trentin                  | Pietramurata        | MX2    | Jorge Prado       | Jorge Prado       | Jorge Prado             |
| 5      | 12 mai 2019       | Monster Energy Grand prix de Lombardie | Mantoue             | MXGP   | Antonio Cairoli   | Antonio Cairoli   | Antonio Cairoli         |
| 5      | 12 mai 2019       | Monster Energy Grand prix de Lombardie | Mantoue             | MX2    | Jorge Prado       | Jorge Prado       | Jorge Prado             |
| 6      | 19 mai 2019       | Grand prix du Portugal                 | Agueda              | MXGP   | Tim Gajser        | Tim Gajser        | Tim Gajser              |
| 6      | 19 mai 2019       | Grand prix du Portugal                 | Agueda              | MX2    | Jorge Prado       | Jorge Prado       | Jorge Prado             |
| 7      | 26 mai 2019       | Grand prix de France                   | Saint-Jean-d'Angély | MXGP   | Tim Gajser        | Tim Gajser        | Tim Gajser              |
| 7      | 26 mai 2019       | Grand prix de France                   | Saint-Jean-d'Angély | MX2    | Jago Geerts       | Jorge Prado       | Jorge Prado             |
| 8      | 9 juin 2019       | Grand prix de Russie                   | Orlyonok            | MXGP   | Tim Gajser        | Tim Gajser        | Tim Gajser              |
| 8      | 9 juin 2019       | Grand prix de Russie                   | Orlyonok            | MX2    | Jorge Prado       | Jorge Prado       | Jorge Prado             |
| 9      | 16 juin 2019      | Grand prix de Lettonie                 | Kegums              | MXGP   | Jeffrey Herlings  | Tim Gajser        | Tim Gajser              |
| 9      | 16 juin 2019      | Grand prix de Lettonie                 | Kegums              | MX2    | Jorge Prado       | Jorge Prado       | Jorge Prado             |
| 10     | 23 juin 2019      | Grand prix d'Allemagne                 | Teutschenthal       | MXGP   | Tim Gajser        | Tim Gajser        | Tim Gajser              |
| 10     | 23 juin 2019      | Grand prix d'Allemagne                 | Teutschenthal       | MX2    | Jorge Prado       | Jorge Prado       | Jorge Prado             |
| 11     | 7 juillet 2019    | Grand prix d'Indonésie                 | Palembang           | MXGP   | Tim Gajser        | Romain Febvre     | Tim Gajser              |
| 11     | 7 juillet 2019    | Grand prix d'Indonésie                 | Palembang           | MX2    | Jorge Prado       | Thomas Kjer Olsen | Jorge Prado             |
| 12     | 14 juillet 2019   | Grand prix d'Asie (Indonésie)          | Semarang            | MXGP   | Tim Gajser        | Tim Gajser        | Tim Gajser              |
| 12     | 14 juillet 2019   | Grand prix d'Asie (Indonésie)          | Semarang            | MX2    | Jorge Prado       | Jorge Prado       | Jorge Prado             |
| 13     | 28 juillet 2019   | Grand prix de République tchèque       | Loket               | MXGP   | Romain Febvre     | Romain Febvre     | Romain Febvre           |
| 13     | 28 juillet 2019   | Grand prix de République tchèque       | Loket               | MX2    | Jorge Prado       | Jorge Prado       | Jorge Prado             |
| 14     | 4 aout 2019       | Grand prix de Belgique                 | Lommel              | MXGP   | Romain Febvre     | Max Anstie        | Tim Gajser              |
| 14     | 4 aout 2019       | Grand prix de Belgique                 | Lommel              | MX2    | Jorge Prado       | Jorge Prado       | Jorge Prado             |
| 15     | 18 août 2019      | Grand prix d'Italie                    | Imola               | MXGP   | Glenn Coldenhoff  | Glenn Coldenhoff  | Glenn Coldenhoff        |
| 15     | 18 août 2019      | Grand prix d'Italie                    | Imola               | MX2    | Jorge Prado       | Jorge Prado       | Jorge Prado             |
| 16     | 25 août 2019      | Grand prix de Suède                    | Uddevalla           | MXGP   | Glenn Coldenhoff  | Tim Gajser        | Glenn Coldenhoff        |
| 16     | 25 août 2019      | Grand prix de Suède                    | Uddevalla           | MX2    | Jorge Prado       | Calvin Vlaanderen | Tom Vialle              |
| 17     | 8 septembre 2019  | Grand prix de Turquie                  | Afyonkarahisar      | MXGP   | Jeffrey Herlings  | Jeffrey Herlings  | Jeffrey Herlings        |
| 17     | 8 septembre 2019  | Grand prix de Turquie                  | Afyonkarahisar      | MX2    | Jorge Prado       | Jorge Prado       | Jorge Prado             |
| 18     | 15 septembre 2019 | Grand prix de Chine                    | Shanghai            | MXGP   | Glenn Coldenhoff  | Jeffrey Herlings  | Jeffrey Herlings        |
| 18     | 15 septembre 2019 | Grand prix de Chine                    | Shanghai            | MX2    | Jorge Prado       | Jorge Prado       | Jorge Prado             |

### WMX
Calendrier et classements du championnat du monde féminin par épreuves.
| Manche | Date             | Grand Prix                       | Lieu           | Course 1        | Course 2         | Vainqueur du Grand Prix |
| ------ | ---------------- | -------------------------------- | -------------- | --------------- | ---------------- | ----------------------- |
| 1      | 31 mars 2019     | Grand prix des Pays-Bas          | Valkenswaard   | Courtney Duncan | Nancy Van De Ven | Amandine Verstappen     |
| 2      | 19 mai 2019      | Grand prix du Portugal           | Agueda         | Courtney Duncan | Courtney Duncan  | Courtney Duncan         |
| 3      | 28 juillet 2019  | Grand prix de République tchèque | Loket          | Courtney Duncan | Courtney Duncan  | Courtney Duncan         |
| 4      | 18 août 2019     | Grand prix d'Italie              | Imola          | Courtney Duncan | Courtney Duncan  | Courtney Duncan         |
| 5      | 8 septembre 2019 | Grand prix de Turquie            | Afyonkarahisar | Courtney Duncan | Courtney Duncan  | Courtney Duncan         |

## Classement des pilotes

### MXGP
La saison commence en l'absence du champion en titre Jeffrey Herlings (KTM), blessé en début de saison. Les premiers Grands Prix voient la confrontation entre l'italien Antonio Cairoli (KTM) à la recherche d'un dixième titre et du slovène Tim Gajser (Honda). Mais en Lettonie, Cairoli se blesse laissant Gajser filer vers le titre avec plus de 200 points d'avance devant le suisse Jeremy Seewer (Yamaha). Le néerlandais Glenn Coldenhoff (KTM), vainqueur de 2 GP en fin de saison complète le podium.
Jeffrey Herlings remportera malgré tout 2 GP quand il reviendra de ses blessures. Côté français, Gautier Paulin (Yamaha), termine 4ème du championnat, et Romain Febvre (Yamaha), qui se blesse au premier GP, termine 9ème en signant un doublé un République Tchèque après son retour.
| Pos. | Pilote              | Pays            | Constructeur | Points | Nombre de Victoires en GP | Nombre de Podiums | Nombre de victoires de manches |
| ---- | ------------------- | --------------- | ------------ | ------ | ------------------------- | ----------------- | ------------------------------ |
| 1    | Tim Gajser          | Slovénie        | Honda        | 782    | 9                         | 15                | 16                             |
| 2    | Jeremy Seewer       | Suisse          | Yamaha       | 580    | 0                         | 6                 |                                |
| 3    | Glenn Coldenhoff    | Pays-Bas        | KTM          | 535    | 2                         | 5                 |                                |
| 4    | Gautier Paulin      | France          | Yamaha       | 527    | 0                         | 4                 | 4                              |
| 5    | Arnaud Tonus        | Suisse          | Yamaha       | 462    | 0                         | 6                 |                                |
| 6    | Pauls Jonass        | Lettonie        | Husqvarna    | 458    | 0                         | 3                 |                                |
| 7    | Arminas Jasikonis   | Lituanie        | Husqvarna    | 442    | 0                         | 0                 |                                |
| 8    | Jeremy van Horebeek | Belgique        | Honda        | 433    | 0                         | 1                 |                                |
| 9    | Romain Febvre       | France          | Yamaha       | 384    | 1                         | 5                 | 4                              |
| 10   | Antonio Cairoli     | Italie          | KTM          | 358    | 4                         | 6                 | 7                              |
| 11   | Ivo Monticelli      | Italie          | KTM          | 267    | 0                         | 0                 |                                |
| 12   | Max Anstie          | Grande-Bretagne | KTM          | 256    | 0                         | 0                 | 1                              |
| 13   | Brian Bogers        | Pays-Bas        | Honda        | 228    | 0                         | 0                 |                                |
| 14   | Clément Desalle     | Belgique        | Kawasaki     | 208    | 0                         | 1                 |                                |
| 15   | Tanel Leok          | Estonie         | Husqvarna    | 198    | 0                         | 0                 |                                |
| 16   | Jordi Tixier        | France          | KTM          | 185    |                           |                   |                                |
| 17   | Julien Lieber       | Belgique        | Kawasaki     | 184    |                           |                   |                                |
| 18   | Shaun Simpson       | Grande-Bretagne | KTM          | 175    |                           |                   |                                |
| 19   | Jeffrey Herlings    | Pays-Bas        | KTM          | 172    | 2                         | 2                 | 4                              |
| 20   | Tommy Searle        | Grande-Bretagne | Kawasaki     | 163    |                           |                   |                                |
| 21   | Alessandro Lupino   | Italie          | Kawasaki     | 156    |                           |                   |                                |
| 22   | Kevin Strijbos      | Belgique        | Yamaha       | 135    |                           |                   |                                |
| 23   | Vsevolod Brylyakov  | Russie          | Yamaha       | 83     |                           |                   |                                |
| 24   | Benoît Paturel      | France          | Kawasaki     | 65     |                           |                   |                                |
| 25   | Petar Petrov        | Bulgarie        | KTM          | 57     |                           |                   |                                |
| 26   | Anton Gole          | Suède           | Yamaha       | 44     |                           |                   |                                |
| 27   | Micha-Boy De Waal   | Pays-Bas        | Yamaha       | 39     |                           |                   |                                |
| 28   | Lewis Stewart       | Australie       | KTM          | 29     |                           |                   |                                |
| 29   | Andero Lusbo        | Estonie         | Husqvarna    | 29     |                           |                   |                                |
| 30   | Anthony Rodriguez   | Venezuela       | Kawasaki     | 28     |                           |                   |                                |

### MX2
L'espagnol Jorge Prado (KTM), tenant du titre, écrase la concurrence en remportant 16 des 17 GP auxquels il a participé ainsi que 31 victoires de manches. Il termine le championnat avec 200 points d'avance sur le danois Thomas Kjer Olsen (Husqvarna), qui a fait illusion en début de saison en prenant la tête du championnat au soir du second GP en Grande-Bretagne (pour lequel Prado était absent). Mais dès le 7ème GP, l'espagnol reprend la tête du championnat.
Le podium est complété par le belge Jago Geerts (Yamaha) qui signe quelques belles performances et remporte sa première manche à Saint-Jean-d'Angély. Côté français, Tom Vialle, nouveau officiel KTM est 4ème pour ses débuts en remportant le seul GP qui échappe à Prado en sa présence en Suède. Maxime Renaux (Yamaha), 7ème, et Mathys Boisramé (Honda), 9ème, figurent également dans le Top 10.
| Pos. | Pilote                 | Pays             | Constructeur | Points | Nbre de Victoires en GP | Nbre de Podiums en GP | Nombre de victoires de manches |
| ---- | ---------------------- | ---------------- | ------------ | ------ | ----------------------- | --------------------- | ------------------------------ |
| 1    | Jorge Prado            | Espagne          | KTM          | 837    | 16                      | 17                    | 31                             |
| 2    | Thomas Kjer Olsen      | Danemark         | Husqvarna    | 624    | 1                       | 11                    | 3                              |
| 3    | Jago Geerts            | Belgique         | Yamaha       | 543    |                         | 6                     | 1                              |
| 4    | Tom Vialle             | France           | KTM          | 537    | 1                       | 7                     |                                |
| 5    | Henry Jacobi           | Allemagne        | Kawasaki     | 442    |                         | 2                     |                                |
| 6    | Adam Sterry            | Grande-Bretagne  | Kawasaki     | 410    |                         |                       |                                |
| 7    | Maxime Renaux          | France           | Yamaha       | 405    |                         | 2                     |                                |
| 8    | Calvin Vlaanderen      | Pays-Bas         | Honda        | 399    |                         | 4                     | 1                              |
| 9    | Mathys Boisrame        | France           | Honda        | 303    |                         | 1                     |                                |
| 10   | Ben Watson             | Grande-Bretagne  | Yamaha       | 282    |                         | 1                     |                                |
| 11   | Mitchell Evans         | Australie        | Honda        | 279    |                         | 2                     |                                |
| 12   | Jed Beaton             | Australie        | Husqvarna    | 250    |                         |                       |                                |
| 13   | Iker Larranage Olano   | Espagne          | KTM          | 220    |                         |                       |                                |
| 14   | Bas Vaessen            | Pays-Bas         | KTM          | 219    |                         |                       |                                |
| 15   | Mitchell Harrison      | États-Unis       | Kawasaki     | 188    |                         |                       |                                |
| 16   | Michele Cervellin      | Italie           | Yamaha       | 179    |                         |                       |                                |
| 17   | Brent Van Doninck      | Belgique         | Honda        | 172    |                         |                       |                                |
| 18   | Alvin Östlund          | Suède            | Husqvarna    | 171    |                         |                       |                                |
| 19   | Davy Pootjes           | Pays-Bas         | Husqvarna    | 157    |                         | 1                     |                                |
| 20   | Richard Sikyna         | Slovaquie        | KTM          | 144    |                         |                       |                                |
| 21   | Darian Sanayei         | États-Unis       | Kawasaki     | 140    |                         |                       |                                |
| 22   | Dylan Walsh            | Nouvelle-Zélande | Husqvarna    | 137    |                         |                       |                                |
| 23   | Brian Moreau-Strubhart | France           | Kawasaki     | 124    |                         |                       |                                |
| 24   | Zachary Pichon         | France           | Honda        | 104    |                         |                       |                                |
| 25   | Morgan Lesiardo        | Italie           | KTM          | 91     |                         |                       |                                |
| 26   | Roan Van de Moosdijk   | Pays-Bas         | Kawasaki     | 74     |                         |                       |                                |
| 27   | Alberto Forato         | Italie           | Husqvarna    | 68     |                         |                       |                                |
| 28   | Jan Pancar             | Slovénie         | Yamaha       | 47     |                         |                       |                                |
| 29   | René Hofer             | Autriche         | KTM          | 42     |                         |                       |                                |
| 30   | Mattia Guadagnini      | Italie           | Husqvarna    | 41     |                         |                       |                                |

### WMX
En l'absence de la championne du monde en titre, l'italienne Chiara Fontanesi, la néo-zélandaise Courtney Duncan (Kawasaki) survole le championnat en remportant 4 des 5 GP et 9 des 10 manches. Seule le GP inaugural aux Pays-Bas lui échappe, revenant à la belge Amandine Verstappen (Yamaha).
La néerlandaise Nancy Van De Ven (Yamaha) (vainqueur de la seule manche échappant à Duncan et la seule à être sur le podium de chaque GP) et l'allemande Larissa Papenmeier (Yamaha) complètent le podium du Championnat.
| Pos. | Pilote                 | Pays             | Constructeur | Points | Nombre de Victoires de GP | Nombre de Podiums de GP | Nombre de victoires de manches |
| ---- | ---------------------- | ---------------- | ------------ | ------ | ------------------------- | ----------------------- | ------------------------------ |
| 1    | Courtney Duncan        | Nouvelle-Zélande | Kawasaki     | 239    | 4                         | 4                       | 9                              |
| 2    | Nancy Van De Ven       | Pays-Bas         | Yamaha       | 203    |                           | 5                       | 1                              |
| 3    | Larissa Papenmeier     | Allemagne        | Yamaha       | 195    |                           | 4                       |                                |
| 4    | Amandine Verstappen    | Belgique         | Yamaha       | 171    | 1                         | 1                       |                                |
| 5    | Sara Andersen          | Danemark         | KTM          | 153    |                           | 1                       |                                |
| 6    | Shana Van Der Vlist    | Pays-Bas         | KTM          | 152    |                           |                         |                                |
| 7    | Lynn Valk              | Pays-Bas         | Yamaha       | 147    |                           |                         |                                |
| 8    | Line Dam               | Danemark         | Honda        | 111    |                           |                         |                                |
| 9    | Anne Borchers          | Allemagne        | Suzuki       | 106    |                           |                         |                                |
| 10   | Nicky Van Wordragen    | Pays-Bas         | Yamaha       | 65     |                           |                         |                                |
| 11   | Britt Van Der Werff    | Pays-Bas         | Husqvarna    | 57     |                           |                         |                                |
| 12   | Virginie Germond       | Suisse           | KTM          | 46     |                           |                         |                                |
| 13   | Sandra Karlsson        | Suède            | Kawasaki     | 42     |                           |                         |                                |
| 14   | Francesca Nocera       | Italie           | Suzuki       | 40     |                           |                         |                                |
| 15   | Mathilde Denis         | France           | Yamaha       | 33     |                           |                         |                                |
| 16   | Avrie Berry            | États-Unis       | KTM          | 31     |                           |                         |                                |
| 17   | Elisa Galvagno         | Italie           | Yamaha       | 30     |                           |                         |                                |
| 18   | Sandra Keller          | Suisse           | Kawasaki     | 29     |                           |                         |                                |
| 19   | Meghan Rutledge        | Australie        | Kawasaki     | 25     |                           |                         |                                |
| 20   | Justine Charroux       | France           | Yamaha       | 25     |                           |                         |                                |
| 21   | Emelie Dahl            | Suède            | Yamaha       | 23     |                           |                         |                                |
| 22   | Tahkia Jade O'Hare     | Australie        | KTM          | 23     |                           |                         |                                |
| 23   | Mathea Seleboe         | Norvège          | Yamaha       | 21     |                           |                         |                                |
| 24   | Alicia Reitze          | Allemagne        | Yamaha       | 21     |                           |                         |                                |
| 25   | Juri Hatao             | Japon            | Honda        | 20     |                           |                         |                                |
| 26   | Mathilde Martinez      | France           | KTM          | 17     |                           |                         |                                |
| 27   | Stephanie Stoutjesdijk | Pays-Bas         | Husqvarna    | 16     |                           |                         |                                |
| 28   | Joana Goncalves        | Portugal         | Husqvarna    | 15     |                           |                         |                                |
| 29   | Janina Lehmann         | Allemagne        | Suzuki       | 14     |                           |                         |                                |
| 30   | Brenda Wagemans        | Belgique         | Yamaha       | 14     |                           |                         |                                |

## Classement des constructeurs

### MXGP
Classement du championnat du monde de motocross par constructeurs dans la catégorie MXGP.
| Pos. | Constructeur | Pays     | Points |
| ---- | ------------ | -------- | ------ |
| 1    | Honda        | Japon    | 791    |
| 2    | KTM          | Autriche | 769    |
| 3    | Yamaha       | Japon    | 729    |
| 4    | Husqvarna    | Suède    | 559    |
| 5    | Kawasaki     | Japon    | 367    |

Dernière mise à jour le 24 septembre 2019

### MX2
Classement du championnat du monde de motocross par constructeurs dans la catégorie MX2.
| Pos. | Constructeur | Pays     | Points |
| ---- | ------------ | -------- | ------ |
| 1    | KTM          | Autriche | 879    |
| 2    | Husqvarna    | Suède    | 674    |
| 3    | Yamaha       | Japon    | 665    |
| 4    | Honda        | Japon    | 608    |
| 5    | Kawasaki     | Japon    | 573    |

WMX
Classement du championnat du monde de motocross par constructeurs dans la catégorie WMX.
| Pos. | Constructeur | Pays     | Points |
| ---- | ------------ | -------- | ------ |
| 1    | Kawasaki     | Japon    | 239    |
| 2    | Yamaha       | Japon    | 219    |
| 3    | KTM          | Autriche | 182    |
| 4    | Honda        | Japon    | 116    |
| 5    | Suzuki       | Japon    | 114    |
| 6    | Husqvarna    | Suède    | 59     |